# Justin Louis
Justin Louis (vlastním jménem Louis Ferreira; 20. února 1967 v Terceiře na Azorách) je kanadský herec. Ač portugalského původu, vyrostl v Torontu. Jednou z jeho posledních rolí byla postava Davida Mayslese v Grey Gardens HBO. Většinu filmů natočil pod uměleckým jménem Justin Louis. Znám je především jako Everett Young, jedna z hlavních postav seriálu Stargate Universe.